# إدغار موريس
إدغار موريس (بالإنجليزية: Edgar Morris)‏ (12 مايو 1914 - 2002) هو لاعب كريكت جنوب أفريقي.

## وصلات خارجية
- إدغار موريس على موقع إي آس بي آن كريك إنفو (الإنجليزية)